# Kolumbo

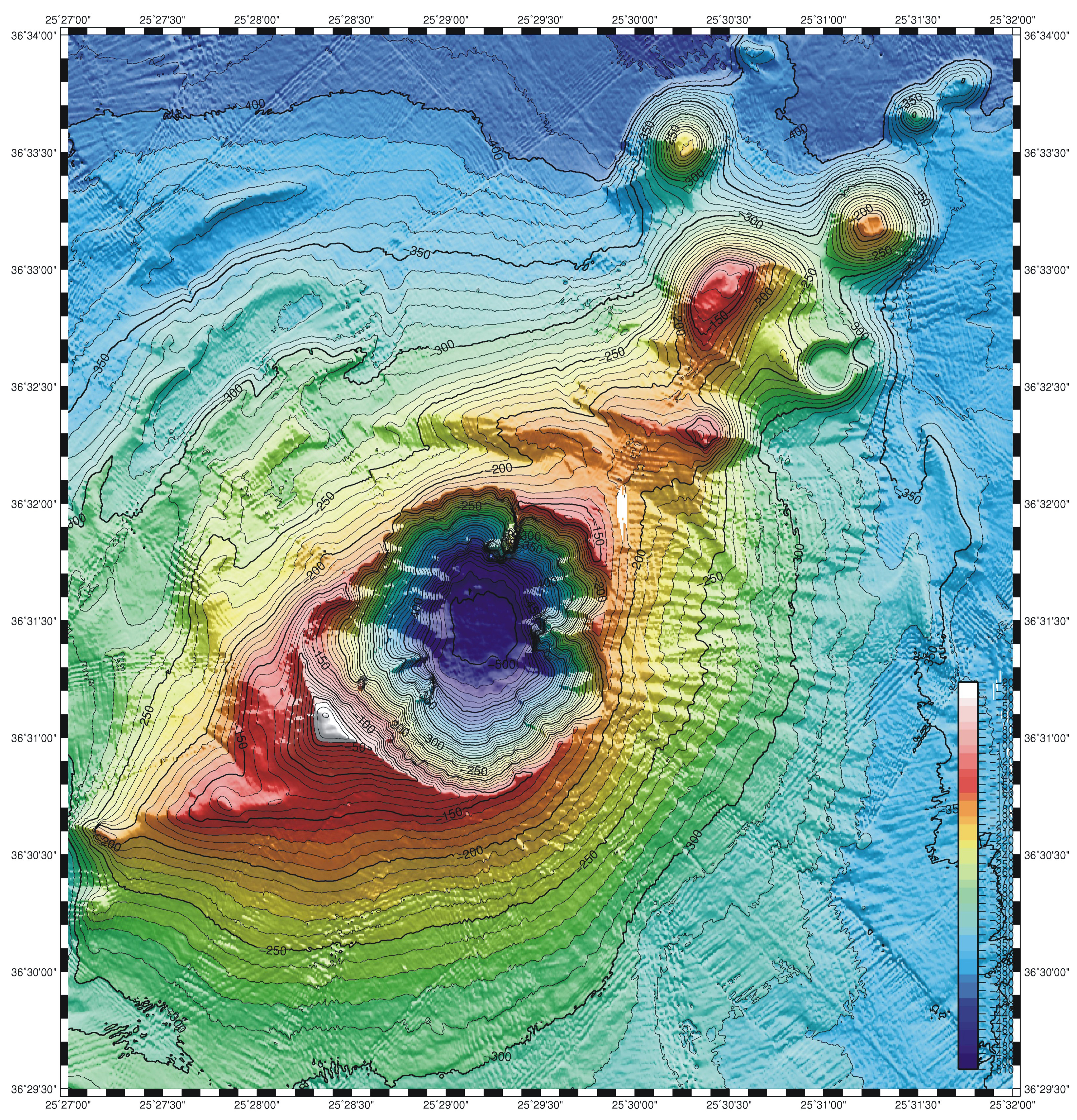
Craterul Kolumbo

Kolumbo (în greacă Κολούμπο) este un vulcan submarin⁠(d) activ situat în Marea Egee, în Grecia, la aproximativ 8 km nord-est de Capul Kolumbo, pe insula Santorini. Este cel mai mare dintr-un lanț de aproximativ douăzeci de conuri vulcanice submarine care se întind spre nord-est de la Santorini, este de aproximativ 3 km în diametru cu un crater de 1,5 km în diametru. A fost observat pentru prima dată de oameni când a ieșit la suprafața mării în perioada 1649–1650. Programul Global de Vulcanism al Institutului Smithsonian îl consideră ca făcând parte din complexul vulcanic Santorini. Deși Programul Global de Vulcanism al Institutului Smithsonian îl consideră parte a vulcanului Santorini, cel puțin o sursă susține că este vorba despre un sistem magmatic separat.

## Istorie
O erupție în 1650, care a avut loc când conul în formare a atins suprafața mării, a trimis curgeri piroclastice peste suprafața mării până pe țărmurile și versanții insulei Santorini, unde aproximativ șaptezeci de persoane și numeroase animale au murit. Un mic inel de piatră ponce albă care s-a format a fost rapid erodat de acțiunea valurilor. Vulcanul s-a prăbușit în propria calderă, declanșând un tsunami care a provocat pagube pe insulele învecinate, la până la 150 km distanță. Cele mai înalte părți ale marginii craterului sunt acum aproximativ 10 m sub nivelul mării.
În 2006, depozitele piroclastice ale fundului mării din cele două explozii din Marea Egee au fost explorate, prelevate și cartografiate de o expediție a NOAA Ocean Explorer, echipată cu robotică ROV.
Fundul craterului, situat în medie la aproximativ 505 m sub nivelul mării, este marcat în zona sa nord-estică de un câmp de izvoare hidrotermale și este acoperit de o densă comunitate bacteriană, a descoperit expediția NOAA din 2006. Apa supraîncălzită (măsurată cu temperaturi de până la 224 °C), îmbogățită cu metale, care țâșnește din aceste izvoare, a format coșuri de sulfiți și sulfați polimetalici cu o înălțime maximă de 4 m, aparent acumulați începând cu erupția din 1650.
Expediția din 2006 a inițiat noi tehnici seismice cu sursă acustică (air-gun) pentru a determina volumul și distribuția depozitelor submarine de piatră ponce și cenușă vulcanică de pe fundul mării din jurul insulei Santorini, regiune studiată extensiv încă din 1975. Estimările revizuite și mai precise ale volumului total, echivalent în rocă densă, al evenimentului (sau evenimentelor) minoan(e) – compus din depozite piroclastice submarine, cenușă transportată la distanță și ignimbrite de pe insula Santorini – indică un volum probabil de aproximativ 60 km³, o valoare mult mai mare decât estimările anterioare comparabil cu cea mai mare erupție vulcanică istorică, cea a Muntelui Tambora din 1815; această estimare crescută influențează direct dimensiunea tsunamiului care a urmat, eveniment modelat pe scară largă de-a lungul timpului.
În octombrie 2022, a fost anunțată descoperirea unei camere magmatice nedetectate anterior, situată la aproximativ 2 până la 4 km sub nivelul mării, în vulcanul subacvatic Kolumbo. Oamenii de știință au stabilit că aceasta se umple treptat cu magmă. Deși o erupție nu este iminentă, existența acestei acumulări reprezintă o amenințare, motiv pentru care s-a recomandat monitorizarea în timp real a vulcanului.